# O zmierzchu
O zmierzchu (lit. Sutemose) – litewski dramat historyczny z 2019 roku w reżyserii Šarūnasa Bartasa, powstały w koprodukcji z Francją (przy współudziale podmiotów z  Serbii, Czech, Łotwy i Portugalii).
Obraz znalazł się w selekcji oficjalnej odwołanego 73. MFF w Cannes w 2020. W tym samym roku uczestniczył w konkursie głównym o nagrodę Złotej Muszli na MFF w San Sebastián.
Film w całości nakręcono w plenerach na Litwie (głównie w rejonie szyrwinckim, położonym w okręgu wileńskim). Scenariusz oparto na powieści Vincasa Giedry. Na tle losów pewnego gospodarza i jego bliskich ukazano przygnębiający tragizmem obraz powojennej wsi litewskiej po przywróceniu władzy radzieckiej wraz ze skazaną na porażkę walką narodowej partyzantki. Film podejmuje tematykę zapoczątkowaną w kinematografii litewskiej w epoce ZSRR filmem Vytautasa Žalakevičiusa Nikt nie chciał umierać (Niekas nenorėjo mirti, 1965).  

## Treść
Akcja tragicznej opowieści toczy się na zrujnowanej wojną i okupacją prowincji litewskiej w 1948 roku, skupiona głównie na poruszających przeżyciach i psychicznych doznaniach 19-letniego chłopca. Na Litwinów pod nową okupacją – sowiecką, spadają represje w postaci politycznych prześladowań i ekonomicznych obciążeń; próby oporu podejmują tylko ukrywający się wciąż w lasach nieliczni partyzanci. Zamożniejszy od innych chłop Jurgis Pliauga wspiera ich zaopatrzeniem, żyjąc na uboczu i starając się nie ściągać na siebie uwagi miejscowych organów władzy sowieckiej. Bezpośredni kontakt z niewielkim oddziałem „leśnych” utrzymuje jego przybrany syn Unte, który zagubiony w złożonej rzeczywistości, usiłuje też określić własną tożsamość, dociekając swego prawdziwego pochodzenia. Zrównoważony i małomówny 19-latek szuka także rozeznania pomiędzy kłamstwem i prawdą, stykając się dokoła z przemocą i zdradą, i będąc ich świadkiem również w partyzanckim oddziale, z którym współdziała. W domu jego rezerwę wzbudzają niejasne relacje łączące ojca z gospodynią i żoną. Osobisty jego stosunek do Pliaugi, nacechowany brakiem naturalnej serdeczności i pewnym dystansem, powoli jednak się zmienia, gdy stopniowo poznaje dramatyczną historię własnej i przybranej rodziny. W końcowej scenie, stykając się w więziennej piwnicy NKWD ze storturowanym i majaczącym ojcem, uświadamia sobie istotną więź, jaka go z nim łączy.

## Obsada
- Arvydas Dapsys – Jurgis Pliauga
- Marius Povilas Elijas Martynenko – jego syn Unte
- Vita Siauciunaite – Agne, jego gospodyni
- Alina Zaliukaite-Ramanauskiene – jego żona Elena
- Valdas Virgailis – Ignas, jego parobek
- Salvijus Trepulis – „Diakon”, członek partyzanckiego oddziału
- Rytis Saladzius – partyzant „Hak”
- Saulius Sestavickas – partyzant „Kieł”
- Marius Jasiulionis – partyzant „Dolar”
- Tomas Stirna – partyzant „Dzik”
- Erika Račkytė – Egle, dziewczyna z oddziału
- Sima Jundulaite – żona Kaszety
- Julius Žalakevičius – wizytujący komisarz sowiecki
- Vidmantas Filjauskas – miejscowy funkcjonariusz partyjny (partorg)
- Valentin Kirejev – śledczy z NKWD
- Paulius Gaidelis – torturujący z NKWD